# Моффат (Колорадо)
Моффат (англ. Moffat) — місто (англ. town) в США, в окрузі Савоч штату Колорадо. Населення — 108 осіб (2020).

## Географія
Моффат розташований за координатами 38°0′7″ пн. ш. 105°54′20″ зх. д. / 38.00194° пн. ш. 105.90556° зх. д. (38.001997, -105.905455).  За даними Бюро перепису населення США в 2010 році місто мало площу 3,63 км², уся площа — суходіл.

## Демографія
Згідно з переписом 2010 року, у місті мешкало 116 осіб у 51 домогосподарстві у складі 31 родини. Густота населення становила 32 особи/км².  Було 70 помешкань (19/км²).
Расовий склад населення:
| - 98,3 % — білих - 0,9 % — корінних американців - 0,9 % — азіатів |

До двох чи більше рас належало 0,0 %. Частка іспаномовних становила 9,5 % від усіх жителів.
За віковим діапазоном населення розподілялося таким чином: 27,6 % — особи молодші 18 років, 56,0 % — особи у віці 18—64 років, 16,4 % — особи у віці 65 років та старші. Медіана віку мешканця становила 38,5 року. На 100 осіб жіночої статі у місті припадало 87,1 чоловіків;  на 100 жінок у віці від 18 років та старших — 95,3 чоловіків також старших 18 років.
За межею бідності перебувало 44,3 % осіб, у тому числі 54,5 % дітей у віці до 18 років та 35,3 % осіб у віці 65 років та старших.
Цивільне працевлаштоване населення становило 42 особи. Основні галузі зайнятості: освіта, охорона здоров'я та соціальна допомога — 47,6 %, сільське господарство, лісництво, риболовля — 16,7 %, роздрібна торгівля — 11,9 %.